# Lunar: Silver Star Story Complete
Lunar: Silver Star Story Complete, в Японии изначально выпущенная под названием Lunar: Silver Star Story (яп. ルナ~シルバースターストーリー Руна Сируба: Сута: Суто:ри:) — компьютерная ролевая игра, разработанная Game Arts и Japan Art Media как ремейк Lunar: The Silver Star, изданной для Sega CD в 1992 году. Изначально данная игра была издана для Sega Saturn в 1996 году, а в 1998 году, претерпев ряд графических изменений, портирована на PlayStation. Издателем в Северной Америке выступила студия Working Designs, которая также перевела оригинальную версию игры в мае 1999 года. В 2002 году компания Media Rings портировала её на Game Boy Advance под названием Lunar Legend (яп. ルナレジェンド Руна Рэдзендо); впервые в истории сериала изданием и переводом на английский занималась не Working Designs, а компания Ubisoft. В работе над ремейком принимал участие весь прежний актёрский состав, который озвучивал изначальную версию игры. Также сохранился дизайн художника аниме и манги Тосиюки Кубооки.
Игра повествует о приключениях Алекса, мальчика из маленького города, который начинает путешествие после того, как был выбран в качестве наследника звания «Драгонмастера» (яп. 竜のマスター рю: но масута:), защитника планеты. С помощью своих друзей Алекс должен пройти испытания, установленные древними драконами, чтобы занять своё место в истории и остановить колдуна — бывшего героя Галеона — от захвата власти над миром.
С момента своего английского релиза, Lunar: Silver Star Story Complete получила высокие оценки критиков за использование красочных анимационных роликов, щедрой комплектацией издания и качеством английского перевода. В 1998 году вышло продолжение игры — Lunar 2: Eternal Blue Complete.

## Игровой процесс

Сцена битвы из Silver Star Story Complete

Lunar: Silver Star Story Complete является японской ролевой игрой с двухмерными персонажами и фонами. Благодаря архитектуре консолей PlayStation и Sega Saturn была увеличена палитра цветов, появились более сложные визуальные элементы и улучшился звук. Также в игру были добавлены внутриигровые видео. Продвигаясь по сюжетной линии, игрок общается с неигровыми персонажами и выполняет задания. В оригинальной версии игры была использована система случайных сражений, которая подразумевает, что противники не видны в локациях и они нападают на отряд неожиданно. В игре Lunar: Silver Star Story Complete монстры же, напротив, видны и битва начинается только при контакте с ними, благодаря чему столкновения можно избежать.
Множество элементов боевой системы были перенесены из Lunar: Eternal Blue, включая режим автоматического боя, в котором персонаж перемещается и выполняет действия самостоятельно, без участия игрока. Находясь в бою, игрок может атаковать противника, перемещаться по полю сражения, использовать магию или предметы, стоять на месте, защищаться или убежать из битвы. Персонаж может быть экипирован различным оружием, таким как лук, меч, посох, праща и другие. В соответствии с используемым оружием, персонаж может атаковать либо вплотную (например, при использовании меча), либо с большого расстояния (при использования лука). Битва считается выигранной, когда команда игрока убивает всех монстров, находящихся на экране. В награду за победу игроку даются очки опыта, с помощью которых персонаж развивается, получая уровни и, тем самым, развивая способности игрока. Чтобы противостоять более сильным врагам, персонажам игры необходимо найти, купить или получить за победу над монстрами более мощную экипировку, а также иметь более высокий уровень развития.
Практически каждый персонаж в игре обладает определённым набором техник и магических умений. Так, например, Алекс обучен искусству владения мечом. Позже у него появляются умения драконов-охранников. Белый дракон наделяет его силой, позволяющей полностью избежать одной (любой) магической атаки. Умение, полученное от голубого дракона, полностью восстанавливает очки жизни отряда и исцеляет все негативные статусы. Красный дракон обучает Алекса, как вызвать метеоритный дождь на поле боя. И, наконец, чёрный дракона передаёт ему умение мгновенно уничтожать всех врагов. Миа и Нэш — маги, каждый из которых использует энергию определённой стихии. Миа повелевает огнём и водой, а Нэш — молнией. Джессика и Луна являются хилерами отряда, исцеляя и оживляя союзников во время боя и после него. Кайл, как и Алекс, является воином, хорошо владеющим мечом. В отличие от Алекса, Кайл имеет в своём распоряжении меньшее количество приёмов и магических очков для их выполнения, но не уступает в количестве наносимых повреждений. Рамус не наделён никакими уникальными техниками. Нэлл — вспомогательный персонаж, которым нельзя управлять во время боя. В зависимости от силы врагов он может оживить персонажа или излечить негативные статусы.
Также в игре была переработана система сражения с боссами. Например, многие характеристики босса: количество очков здоровья, сила атаки и защиты, устойчивость к заклинаниям — зависят от уровня Алекса. Таким образом, если уровень Алекса равняется 13, а повышающий коэффициент для очков здоровья 80, то босс будет иметь 1040 очков здоровья. Разработчики сделали это, чтобы игроки не набирали дополнительных уровней, обеспечивая себе лёгкую победу: по мере увеличения уровня протагониста боссы также становятся сильнее.
В игре есть система мгновенных перемещений между городами. Она становится доступна, когда по сюжету Галеон превратится в Магического Императора. В Бурге, у монумента Драгонмастера Дайна, появляется Лэйк и даёт Алексу предмет, который называется белые крылья дракона (яп. 白竜の翼 Хакурю но цубаса). С помощью этого предмета Алекс и его команда могут посещать города, в которых они были ранее. Ещё одним уникальным предметом является зеркало, которое позволяет увидеть все видеоролики игры. Это зеркало можно купить у Рамуса в Мерибии, либо получить в подарок, когда Алекс станет Драгонмастером.

## Сюжет

### Мир игры
В вымышленный мир Lunar входят две планеты: Голубая Звезда (яп. 青い星 Аой хоси) и луна, также называемая Серебряная Звезда (яп. シルバースター Сируба: сута:). Действие игры происходит на небольшом плодородном участке Серебряной Звезды, населённом людьми, монстрами и драконами. Люди преимущественно встречаются в городах, монстры же населяют подземелья. В этом мире драконы являются священными существами. С ними связана легенда о Драгонмастере — мастере драконов, который по легенде должен спасти мир от великого зла. Повествование начинается на западном континенте мира Lunar, в небольшом шахтёрском городке под названием Бург (яп. ブルク Буруку). Основными достопримечательностями поселения является могила Драгонмастера Дайна и небольшой источник в глуши леса, расположенный вблизи города. Неподалёку от Бурга находится пещера белого дракона. Вторым городом, который посещают герои и последним городом на западном континенте, с которого можно попасть на восточный континент, является портовый город Сайс (яп. サイス Сайсу) с корабельным причалом, преимущественно населённый матросами. В отличие от западного континента, на восточном сосредоточено большое количество городов, деревень и поселений. Первым крупным городом (и самый большой на всём восточном континенте), который посещают герои, является Мирибия (яп. メリビア Мэрибиа). Этот густонаселённый мегаполис отличается обилием магазинов оружия и брони, лавочками со снадобьями и магическими предметами. Город состоит из трёх основных частей: улица магов, где проживают колдуны, знахари и целители; центральная часть города, на территории которой расположен дворец правителя Мирибии, одного из четырёх легендарных героев, Мастера Мэла; и крупного корабельного порта. На своём пути герои встречают множество различных поселений, но Вэйн (яп. ベーン Бэ: н), город магов, выделяется из их числа. Каждый, кто захочет попасть сюда, должен пройти пещеру испытаний. Этот город парит в небе при помощи магической силы его жителей. Здесь можно найти библиотеку, где сосредоточено большое количество магической литературы. Также тут находится школа магии, расположенная во дворце магической гильдии, лидером которой является Галеон, один из четырёх легендарных героев. В южной части восточного континента расположен приграничный город — Нанза Барьер (яп. ナンザ バリア Нандза Бариа). Из этого города можно попасть в три различные части континента: западную, южную и восточную, но для этого придётся получить пропуск у одного из местных бандитов. Ещё один крупный город, встречающийся на пути героев — Реза (яп. レザ Рэдза) — является домом для Гильдии Воров. В городе есть базар, на котором можно найти множество качественных, но в то же время дорогих товаров. Недалеко от города находится действующий вулкан — дом красного дракона. К типу наиболее необычных деревушек можно отнести Лайтон (яп. リトンの村 Райтон но мура). Она отличается необычной музыкой, присущей только ей. Здесь находится местный храм, а неподалёку от деревушки расположена пещера голубого дракона. В восточной части континента находится несколько небольших деревень и поселений, окружённых горами.

### Игровые персонажи

Игровые персонажи Lunar: Silver Star Story Complete. Первый ряд, слева направо: Алекс, Луна, Кайл, Джессика. Второй ряд, слева направо: Нэш, Миа, Нэлл, Рамус. Третий ряд, слева направо: Лемия, Галеон, Мастер Мэл, Дайн. Четвёртый ряд, слева направо: Магический Император, Фатия, Ройс, Зенобия

- Алекс (яп. アレックス Арэккусу) — мальчик из маленького городка, который мечтает стать искателем приключений, как и его кумир, Дайн[23].
- Луна (яп. ルナ Руна) — друг детства и возлюбленная Алекса[23].
- Нэлл (яп. ナル Нару) — существо, похожее на крылатую белую кошку. Подарена отцу Алекса, когда Алекс был ребёнком[23].
- Рамус (яп. ラムス Рамусу) — друг Алекса, мечтает стать неприлично богатым. С его предложения добыть алмаз в пещере белого дракона начинается приключение[24][25].
- Нэш (яп. ナッシュ Нассю) — ученик магической гильдии города Вэйн[26].
- Мия (яп. ミア Миа) — дочь начальницы магической гильдии[26].
- Джессика (яп. ジェシカ Дзэсика) — жрица, дочь Мастера Мэла. Джессика — получеловек-полузверь[26].
- Кайл (яп. カイル Кайру) — эгоцентричный бродяга и ловелас. Имеет напряжённые отношения с Джессикой[26].

Личность каждого персонажа была лучше проработана в новой версии, чтобы сделать их более понятными для игрока, дать каждому из них больше присутствовать в истории игры. Например, была расширена роль Луны в сюжетной линии.

### Злодеи
- Галеон (яп. ガレオン Гарэон) — тёмный маг, главный антагонист Lunar: Silver Star Story Complete, один из четырёх легендарных героев. В оригинальной версии игры он появляется как союзник Алекса, но в новой версии личность Галеона была изменена: мотивация его действий (захват власти над миром) была заменена заботой о человечестве, не имеющего истинного лидера[27], однако он остался безжалостным и жестоким. Разработчики Game Arts добавили новых злодеев — двух колдуний Ройс (яп. ロイス Ройсу) и Фатию (яп. フェイシア Фэйсиа), — чтобы раскрыть тему конкуренции между антагонистами[28].
- Фатия (яп. フェイシア Фэйсиа) — является жрицей храма Алфины. Позже по сюжету раскрывается её истинная сущность[29].
- Ройс (яп. ロイス Ройсу) — предсказательница будущего из Мерибии[29].
- Зенобия (яп. ゼノビア Дзэнобиа) — предводитель Гнусного племени, могущественная ведьма. Она была изгнана из мира Lunar богиней Алфиной. По сюжету игры, Ройс и Фатия присоединяются к Зенобии, чтобы противостоять Алексу и его друзьям[29].
- Табен (яп. 食べん Табэн) — главный изобретатель Гнусного племени. По сюжету игры Табен создаёт механический замок Галеона, который впоследствии уничтожает город Вэйн; кроме того, Табен является создателем волшебных доспехов Нэша, с помощью которых он выступает против Алекса и остальных членов его команды[30].

### Прочие неигровые персонажи
- Дайн (яп. ダイン Даин) — один из четырёх легендарных героев, первый Драгонмастер мира Lunar. По сюжету игры он дважды вступает в партию Алекса. Первый раз в качестве гостя, а во второй — помогает Алексу добраться до изобретателя Майта, который поможет героям создать летающий корабль[31].
- Мэл Д'Алкирк (яп. メル・デ・アルカーク Мэру дэ Арука: су) — правитель Мерибии, отец жрицы Джессики, один из четырёх легендарных героев. Мэл — человек-зверь[31].
- Лемия Ауса (яп. レミリアオウサ Рэмириа Оуса) — лидер магической гильдии города Вэйн, мать Мии и один из четырёх легендарных героев[31].
- Темпест (яп. テムジン Тэмудзин) — житель деревни Пао, недалеко от которой расположена пещера чёрного дракона. Он и его жена Фрэска спасают Алекса в каньоне Нанза от монстров, которых призвала Зенобия, чтобы погубить героев[32].
- Фрэска (яп. ピリア Пирия) — вождь деревни Пао, жена Темпеста[32].
- Майт (яп. マイト Майто) — изобретатель, помогает Алексу и его друзьям создать летающий корабль, чтобы попасть в форт Галеона[30].

### История
Сюжет Lunar: Silver Star Story Complete остался тем же, что и в оригинальной версии игры, выпущенной для дополнения к консоли Mega Drive/Genesis Sega Mega-CD. История была написана Кэй Сигэмой, а писатель Кэйсукэ Сигэмацу расширил его, чтобы сделать игру более современной. Как и в оригинале, протагонистом является Алекс — мальчик, который мечтает стать великим героем, как и его кумир, Драгонмастер Дайн. По настоянию своего друга — охотника за сокровищами Рамуса — Алекс вместе с крылатой белой кошкой и своей возлюбленной Луной отправляется в пещеру дракона, которая находится неподалёку от Бурга, чтобы найти драгоценный камень дракона. Когда команда Алекса, продвигаясь по системе пещер, достигает её центральной части, им встречается Куорк (яп. クオーク Куо: ку) — пожилой и мудрый дракон. При встрече с командой, он чувствует в Алексе скрытый потенциал. Дракон предлагает ему путешествовать по миру и стать его защитником, новым Драгонмастером. Вернувшись домой, команда Алекса решает отправиться на поиск приключений; Рамус хочет продать драгоценный камень дракона в крупном городе, Нэлл хочет выяснить кто он на самом деле, а Луна — защитить Алекса. Команда отправляется в порт города Сайc, чтобы продолжить своё путешествие.
Войдя в странный лес (яп. 奇妙ウッズ Кимё: уддзу), герои обнаруживают, что дорогу окутал густой туман. Чтобы очистить путь от тумана, Луна начинает петь волшебную песню, не зная, поможет она или нет. В глубине леса героев окружает полчище монстров, от которых их защищает странствующий воин по имени Лэйк (яп. レイク Рэйку). Хотя он с юмором встречает идею Алекса стать Драгонмастером, тем не менее, желает ему и его друзьям удачи, когда они покидают лес. По пути в порт Саис, группа встречает Нэша, мага-ученика из школы магии. Ему необходимо попасть домой, и он присоединяется к команде Алекса, отплывающей на корабле в сторону восточного континента. В отличие от Lunar: The Silver Star, здесь Луна продолжает своё путешествие с Алексом, а не оставляет отряд, так как она должна исполнить важную роль в сюжете. После прибытия в порт города Мирибия Рамус покидает команду, чтобы в будущем стать владельцем магазина. Остальная часть команды отправляется в путь к летающему городу, Вэйну, чтобы встретиться там с Галеоном — человеком, который когда-то путешествовал с Дайном (яп. ダイン Даин). Галеон отправляет Алекса и Луну на задание остановить лже-Драгонмастера, который совершает набеги на деревню, где команда встречает Джессику — жрицу и дочь легендарного героя, «Адского» Мэла (яп. 血まみれのメル Ти мамирэ но Мэру). По возвращении в Вэйн, Галеон говорит Алексу, что хочет увидеться с Куорком, чтобы обсудить с ним Гнусное племя и их планы. Галеон присоединяется к команде на обратном пути в Бург. После прибытия в пещеру дракона, Галеон узнаёт от Куорка, что Луна является «избранной». Узнав это, Галеон резко меняется и превращается Магического Императора (яп. マジック皇帝 Мадзикку Ко: тэй), лишая Куорка энергии, и похищает Луну, чтобы использовать её в своих планах по захвату мира.
Сценарий игры и мотивация действий Галеона несколько отличаются от оригинала. В этой версии игры Лэйк рассказывает историю о том, как пятнадцать лет назад Богиня Алфина (яп. 女神 アルテナ Мэгами Арутэна) осознала, что люди слишком зависимы от неё, вместо того, чтобы развиваться как цивилизация. Продолжая и дальше помогать людям, она наносит больше вреда, чем пользы. Несмотря на мольбы Галеона, Дайн и Алфина используют свои силы, чтобы распространить их жизненную энергию по всему миру, превратив тем самым Алтену в ребёнка. Благодаря перерождению, она сможет прожить жизнь как человек. Полагая, что человечество не сможет выжить без бога, который будет наблюдать за ними, Галеон разрывает все связи с бывшим другом и приводит свой план в действие: самому стать богом, заняв место Алфины. Его целью является мировое господство, тогда как в оригинальной игре — месть. Поняв, что человечество стало сильным и независимым, Дайн оставляет девочку на попечение родителям Алекса, чтобы они воспитали её как родную дочь прежде, чем Алекс начнёт новую жизнь искателя приключений. Теперь, зная правду о происхождении Луны, Алекс и его друзья отправляются к башне Богини, чтобы спасти её и остановить Галеона, пока он не захватил контроль над миром. Одержав победу над его приспешниками, Алекс вступает в схватку с Галеоном на верхнем ярусе пагоды, где ритуал передачи энергии Луны Галеону уже начался. Повторив ранее сказанные слова Дайна о силе человечества, команда Алекса атакует и побеждает Галеона, вследствие чего крепость начинает разрушаться у них на глазах. В то время, как Луна всё ещё находится в состоянии транса, Алекс пытается уговорить её уйти; остальные же члены команды телепортируются в безопасное место. Алекс, сыграв на окарине, пробуждает воспоминания Луны и они оба телепортируются на поверхность, воссоединившись со своими товарищами, в то время как крепость разрушается.

## Разработка

Обложка оригинального японского издания Lunar: Silver Star Story для Sega Saturn

Ремейк, изначально имевший название Lunar: Silver Star Story, разрабатывался при сотрудничестве двух компаний: Game Arts и Japan Art Media. В 1994 году, сразу после выпуска Lunar: Eternal Blue для Mega-CD, большинство сотрудников компании всерьёз заинтересовались разработкой ремейка первой части серии игр Lunar на платформе с более современным аппаратным обеспечением. Так как многие аспекты дизайна оригинала игры были недостаточно проработаны, сотрудники Game Arts стремились улучшить первоначальный вариант, который бы совпадал с их изначальным видением проекта, включая более сложную, проработанную с технической точки зрения анимацию, высокое качество звука и увлекательный сюжет. Проект Silver Star Story был возглавлен продюсером Ёити Миядзи, который ранее работал над двумя первыми играми серии Lunar для Mega-CD. Миядзи попросил помощи у сотрудников Japan Art Media, чтобы они оказали ему содействие, поскольку затраты на производство игры были достаточно высоки. В то время как в оригинальной игре длительность внутриигровых видео составляла примерно десять минут, в ремейке их длительность анимированных видеовставок, созданных студией Gonzo, составила 50 минут. В октябре 1996 года при первом релизе игры для консоли Sega Saturn из-за технических ограничений, накладываемых блоком обработки графики, внутриигровые видео могли отображаться только на одну четверть экрана и в плохом качестве. Эти недостатки были исправлены в июне 1997 года, с введением MPEG-адаптера для Saturn, который позволил воспроизводить видео в полноэкранном формате и в улучшенном качестве. Обе версии игры были изданы японской компанией Kadokawa Shoten. Через год Silver Star Story была портирована на систему PlayStation в Японии, но на этот раз была издана компанией ESP. Она была основана на второй версии, выпущенной для Saturn, в которой была реализована возможность воспроизведения полноэкранного формата видео, однако качество видеовставок было ниже.

### Локализация
В конце 1995 года компания Working Designs, ранее занимавшаяся переводом оригинальной Silver Star, подписала контракт на выпуск английской версии игры. Изначально компания планировала заняться локализацией режиссёрской версии для платформы Sega Saturn под именем Lunar: Silver Star Story Director’s Cut, которая должна была выйти осенью следующего года. Проект был отвергнут в связи с конфликтом между издателем и американским филиалом Sega, после чего началась работа над версией для PlayStation. Английская версия игры создана на базе того же сюжета, что и японская, но стала содержать отсылки к американской поп-культуре, грубоватый юмор, разрушение «четвёртой стены». Сотрудники Working Designs консультировались с японской командой разработчиков, в итоге добавив несколько новых функций для североамериканской версии, включая поддержку контроллера DualShock, возможность переключения карт памяти на экране сохранения игры, а также возможность делать до 15 сохранений, вместо 3, как это было раньше. Сложности в разработке игры замедляли прогресс; в результате из-за многочисленных задержек и изменений дата выхода игры была сдвинута на май 1999 года. Самостоятельная демоверсия игры и кукла Галеона, вошедшая в комплект игры при предзаказе Lunar 2: Eternal Blue, были распространены в нескольких игровых магазинах на территории США.
Lunar: Silver Star Story Complete первоначально была издана в Северной Америке в ограниченном издании, включающем в себя два игровых диска, руководство в твёрдой обложке, саундтрек, бонусный диск «Making of Lunar: Silver Star Story Complete» с материалами о создании игры и карту игрового мира. Чтобы покрыть расходы на все бонусы, цена на полное издание составила 60 долларов. Working Designs издали собственное руководство по прохождению игры, а также включили его в коллекционное издание. На бонусный диск «Making of Lunar: Silver Star Story Complete» было добавлено пасхальное яйцо в виде мини-игры, основанной на аркаде Warlords, выпущенной компанией Atari, под названием Lords of Lunar, доступной при вводе кода, найденного в игре. В феврале 2002 года было выпущено специальное фанатское издание «Fan-Art Edition», включающее в себя художественные работы участников веб-сайта Working Designs, которые отсутствовали в предыдущих коллекционных изданиях.
Версия игры для PC под названием Lunar: Silver Star Complete была выпущена в Японии в 1999 году компанией GameArts. Графика и внутриигровое видео в этой версии были более высокого качества. Команда Working Designs была заинтересована в локализации игры на территории Северной Америки, но этот проект был отменён из-за низкого качества портирования.

## Версии и переиздания

### PlayStation the Best
28 апреля 1999 года компания Kadokawa Shoten выпустила бюджетное издание японской версии игры Lunar: Silver Star Story. Игра вышла в категории «PlayStation the Best», предназначенной для игр-бестселлеров.

### Lunar Legend
Компания Media Rings приобрела право на производство адаптации для портативной консоли у компании Game Arts. Переиздание было выпущено под названием Lunar Legend для консоли Game Boy Advance. Игра была анонсирована в ноябре 2001 года в выпуске японского еженедельного журнала Famitsu. Она была основана на версии для Mega-CD и Saturn, с некоторыми изменениями в истории. Так как размер игры не должен был превышать восьми мегабайт, чтобы поместиться на картридж GBA, большинство традиционных для серии игр Lunar элементов таких, как озвучивание диалогов и внутриигровые видео, были убраны, однако компания Media Rings заменила FMV-ролики заставками с хорошо проработанными спрайтами персонажей. Тем не менее, некоторые элементы анимированных заставок, позаимствованные непосредственно из Lunar: Silver Star Story Complete, были использованы в портированной версии, чтобы придать ей кинематографический вид. Основной целью сотрудничества Game Arts и Media Rings при разработке новой версии игры, было обеспечение качественного музыкального сопровождения, визуального оформления и сценария, как и в предыдущих играх серии. Наряду с несколькими другими сотрудниками компании Game Arts, Ёити Миядзи присоединился к команде разработчиков в качестве консультанта руководителя проекта, Хисаси Сугавары, для создания нового видения игры, сохраняющего в себе ту же атмосферу, что и предыдущие адаптации. Первоначально выпуск игры был запланирован на март 2002 года, но в последний момент был перенесён на апрель.
Североамериканская версия стала первой игрой серии Lunar, изданной без участия Working Designs, однако в создании принимал участие президент компании Виктор Иреланд. В 2002 году во время встречи на саммите IEMA компания Ubisoft объявила, что приобрела право на издание Lunar Legend в ноябре 2002 года. Сценарий Ubisoft был гораздо ближе к сюжету оригинальной японской версии игры, чем в предыдущих английских версиях, но, тем не менее, компания оставила оригинальные имена персонажей и ту беззаботную атмосферу игры, что были изначально в сценарии Working Designs. Вместо того чтобы развивать свой собственный официальный сайт о Lunar Legend, Ubisoft обратилась к Микки Шенону — администратору сайта Lunar-NET, — для создания и размещения официальной английской страницы игры на своём сервере.

### Lunar: Silver Star Harmony
Lunar: Silver Star Harmony является ремейком игры для платформы PlayStation Portable, выпущенном на территории Японии и Северной Америки. Впервые игра была представлена в журнале Famitsu: в статье рассказали о некоторых нововведениях в игре в сравнении с предыдущими релизами. Они включали изометрическую графику локаций, заново перерисованных персонажей, а также обновлённое музыкальное сопровождение и дополнения в сюжетной линии. 2 марта 2010 года компания Xseed Games объявила, что Lunar: Silver Star Harmony поступила в магазины Северной Америки. Ограниченное издание игры включило в себя диск с саундтреками и полный набор картинок женских персонажей. Сюжет игры в основном повторяет сценарий, написанный компанией Working Designs. Актёры этой версии были набраны заново, однако на две песни из Lunar: Silver Star Story Complete снова исполнила Дженифер Стеджайл. Игра получила тёплый приём со стороны критиков.

### Lunar Silver Star Story Touch
Данная версия игры является переизданием с PlayStation на iOS, выполненным компанией SoMoGa и выпущенным 20 сентября 2012 года. При портировании графика, анимированные вставки и сами диалоги в игре остались без изменений. Главное отличие заключается в том, что SoMoGa решила взять озвучивание диалогов и музыку из ремейка игры для PSP. Также управление игры и навигация в меню и инвентаре персонажей были изменены для устройств с сенсорным экраном. Подвергся небольшому изменению и шрифт, которым написаны все диалоги. Игра была положительно встречена критиками; средняя оценка сайта Metacritic — 78 баллов из 100 возможных.

## Музыка
Музыкальное сопровождение Lunar: Silver Star Story Complete полностью состоит из совершенно новых мелодий, написанных композитором Нориюки Ивадарэ. Музыканты Хироси Фудзиока, Исао Мидзогути и Ёсиаки Кубодэра, сотрудничавшие с Ивадарэ при разработке версии игры для Sega Mega-CD, не принимали никакого участия в работе над ремейком. Было сочинено около ста новых композиций.

### Lunar: Silver Star Story Complete Music Soundtrack
Поскольку Lunar: Silver Star Story Complete является ремейком первой части серии, при создании этого альбома Ивадарэ проделал большую работу, чтобы сохранить музыкальную атмосферу Lunar: The Silver Star. Поэтому большинство оригинальных композиций остались без изменений, а новые треки были написаны с другой аранжировкой, чтобы удовлетворить интересы не только фанатов серии, но и новых игроков, которые ранее не были знакомы с франшизой Lunar. Помимо новой аранжировки, улучшилось качество инструментальных композиций, а также были добавлены вокальные композиции. Нориюки Ивадарэ признался, что при создании музыки для Lunar: Silver Star Story Complete вложил душу в свой проект, «выразил себя через свои самые искренние эмоции». Музыкальный руководитель Исао Мидзогути упомянул о том, что работа над созданием музыки для ремейка «немного отличается» от предыдущих проектов компании. Каждая мелодия была разделена на четыре категории: город или деревня, подземелье, битвы или открытое пространство; каждая мелодия отличалась своей эмоциональной направленностью и стилем. Услышав мнение фанатов о музыкальном сопровождении ремейка, Ивадарэ оценил успех своей работы как «значительный». В японской версии игры новую песню на вступительную заставку Tsu-Ba-Sa (яп. つばさ Цубаса) исполнила певица Кёко Хиками. Песня Wind Nocturne (яп. 風のノクターン Кадзэ но нокута:н), также известная как The Boat Song, была добавлена в игру с целью подчеркнуть эмоциональное напряжение между Алексом и Луной, отправившихся в приключение по миру. По настоянию Мидзогути, песня была оставлена в ремейке.
Виктор Айрлэнд решил заменить большинство новых композиций в североамериканском релизе игры на платформе Sega CD, включая вступительную песню Fighting Through the Darkness. Однако после перевода игры разработчики Working Designs решили, что при замене старых композиций на новые, им не хватит дискового пространства и идея была заброшена. Большинство мелодий с современной аранжировкой, предназначенных для релиза игры в Северной Америке, были включены в специальный альбом саундтреков, вошедший в коллекционное издание. В английскую версию игры вошла заглавная композиция игры, Wings, исполненная певицей Дженифер Стеджайл, которая также исполнила песню Wind Nocturne. Кроме того, наработки компании Working Designs по классической Lunar: Silver Star были использованы для замены новых мелодий в двух анимационных роликах: «A Trinity Terror» и «The Green Earth».
Вокалистками в альбоме выступили Дженифер Стеджайл и Шия Алмеда. Автор текста Виктор Айрленд.
| №                   | Название                                        | Длительность |
| ------------------- | ----------------------------------------------- | ------------ |
| 1.                  | «Wings (Opening Song)»                          | 1:51         |
| 2.                  | «Burg»                                          | 2:19         |
| 3.                  | «Second Overworld»                              | 2:04         |
| 4.                  | «Tumultuous Seas»                               | 1:32         |
| 5.                  | «Toward the Horizon»                            | 1:52         |
| 6.                  | «Boss Battle (Sega CD)»                         | 1:09         |
| 7.                  | «Vile Tribe»                                    | 1:29         |
| 8.                  | «Grindery (Sega CD)»                            | 1:30         |
| 9.                  | «Fighting Through the Darkness (Sega CD Intro)» | 1:43         |
| 10.                 | «Magical Weapon Nash»                           | 2:40         |
| 11.                 | «Determination»                                 | 3:21         |
| 12.                 | «Meribia»                                       | 3:12         |
| 13.                 | «Mourning Bell»                                 | 1:26         |
| 14.                 | «Mysterious Party»                              | 1:10         |
| 15.                 | «Second Overworld Remix»                        | 1:45         |
| 16.                 | «Go! Go! Go!»                                   | 3:09         |
| 17.                 | «Mysterious Cave»                               | 3:27         |
| 18.                 | «The Four Heroes (Sega CD)»                     | 3:25         |
| 19.                 | «Reach for the Front»                           | 3:01         |
| 20.                 | «Battle Theme»                                  | 1:40         |
| 21.                 | «Thieves Bazaar»                                | 2:06         |
| 22.                 | «Betrayal (Part of Ending Theme)»               | 2:27         |
| 23.                 | «Wind Nocturne (The Boat Song)»                 | 3:03         |
| 24.                 | «Credits Song»                                  | 3:52         |
| Общая длительность: | Общая длительность:                             | 54:59        |

| №                   | Название                                          | Длительность |
| ------------------- | ------------------------------------------------- | ------------ |
| 1.                  | «Fighting Spirits (Normal Battle)»                | 1:08         |
| 2.                  | «Bar»                                             | 1:16         |
| 3.                  | «Stand and Fight (Boss Battle)»                   | 0:43         |
| 4.                  | «Mysterious Party (Vile Tribe Battle)»            | 1:05         |
| 5.                  | «Go Go Go! (Major Boss Battle)»                   | 1:40         |
| 6.                  | «Fun Travelling (Caldor Island, Katarina Zone)»   | 0:54         |
| 7.                  | «Toward the Horizon (Marius Zone, Stadius Zone)»  | 1:18         |
| 8.                  | «Burg»                                            | 1:34         |
| 9.                  | «Traffic (Town)»                                  | 1:23         |
| 10.                 | «Street Corner (Village)»                         | 1:05         |
| 11.                 | «Song of Blue Dragon (Lyton)»                     | 0:48         |
| 12.                 | «Meribia»                                         | 1:42         |
| 13.                 | «City of Magic (Vane)»                            | 1:12         |
| 14.                 | «Thieves' Bazaar (Reza)»                          | 1:10         |
| 15.                 | «In the Darkness (Cave)»                          | 1:02         |
| 16.                 | «Silent Place (Spire)»                            | 2:32         |
| 17.                 | «Mysterious Cave»                                 | 1:58         |
| 18.                 | «Dragon Cave»                                     | 0:48         |
| 19.                 | «Hurry Up! (Ruid)»                                | 1:00         |
| 20.                 | «Breakthrough»                                    | 0:45         |
| 21.                 | «Brilliance (Tower)»                              | 2:48         |
| 22.                 | «Tumultuous Seas (Hispaniola)»                    | 0:52         |
| 23.                 | «Silver Light (Title Screen)»                     | 0:41         |
| 24.                 | «Mourning Bell»                                   | 0:57         |
| 25.                 | «Now the Story Begins (Beneath the Blue Sky)»     | 1:31         |
| 26.                 | «Have a Big Dream (Ramus's Store)»                | 1:09         |
| 27.                 | «Dragon--Holy Spirit»                             | 1:26         |
| 28.                 | «Dream--Someday»                                  | 1:12         |
| 29.                 | «Mother (Althena's Shrine)»                       | 0:53         |
| 30.                 | «Modern Boy»                                      | 1:25         |
| 31.                 | «Four Heroes»                                     | 1:36         |
| 32.                 | «Darkness Comes (Sorceress)»                      | 0:33         |
| 33.                 | «Fairy Rain (Mia)»                                | 1:27         |
| 34.                 | «Pretty Girl (Jessica)»                           | 0:42         |
| 35.                 | «It's Me! (Kyle)»                                 | 1:25         |
| 36.                 | «Magic Emperor Ghaleon»                           | 0:26         |
| 37.                 | «Sadness»                                         | 1:27         |
| 38.                 | «Green Earth»                                     | 1:41         |
| 39.                 | «Feeling of Fight»                                | 0:26         |
| 40.                 | «Tamur»                                           | 0:56         |
| 41.                 | «Mist»                                            | 0:35         |
| 42.                 | «Intrigue»                                        | 0:41         |
| 43.                 | «Determination»                                   | 1:27         |
| 44.                 | «Stand Up to Destiny (Elegy of Warriors)»         | 1:11         |
| 45.                 | «Let the Wind Blow (Hot-Air Balloon)»             | 0:38         |
| 46.                 | «Solitary Wolf (Pao)»                             | 1:22         |
| 47.                 | «Reach for the Frontier»                          | 1:56         |
| 48.                 | «Steel Movement (Grindery)»                       | 1:00         |
| 49.                 | «Fighters»                                        | 1:24         |
| 50.                 | «Broken Blade»                                    | 1:07         |
| 51.                 | «Grindery Prelude (unlisted track)»               | 0:23         |
| 52.                 | «Relax»                                           | 1:10         |
| 53.                 | «Recollection»                                    | 0:55         |
| 54.                 | «Machinery»                                       | 1:09         |
| 55.                 | «Thoughts Far Away (Luna's Song at the Grindery)» | 2:24         |
| 56.                 | «Winners»                                         | 0:09         |
| 57.                 | «Victory»                                         | 0:15         |
| 58.                 | «Fanfare»                                         | 0:03         |
| 59.                 | «Blue Dragon's... (Lyton Broken)»                 | 0:48         |
| 60.                 | «Wave Crest»                                      | 0:05         |
| 61.                 | «Chirping Crickets»                               | 0:03         |
| 62.                 | «Magical Weapon Nash»                             | 0:52         |
| 63.                 | «Ripples»                                         | 0:04         |
| 64.                 | «Lunar Theme Arranged (Ending Credits)»           | 2:25         |
| 65.                 | «Tavern Short 1 (unlisted track)»                 | 0:16         |
| 66.                 | «Tavern Short 2 (unlisted track)»                 | 0:02         |
| 67.                 | «Tavern Short 3 (unlisted track)»                 | 0:02         |
| Общая длительность: | Общая длительность:                               | 71:33        |

### Lunar: Silver Star Story Lunatic Festa
Музыкальный альбом Lunatic Festa, состоящий из четырёх частей, был выпущен в Японии в период между августом и ноябрём 1996 года при участии японских актёров, озвучивших некоторые сценки из игры и песни. Также в альбом вошли мелодии из игры с современной аранжировкой. Каждый альбом разделён на несколько глав, общее количество которых составляет девятнадцать. Каждая часть включает в себя вступительный вокальный трек, драматический, инструментальный, снова драматический и ещё четыре или пять инструментальных треков.
Lunatic Festa vol.1 состоит из пяти глав, которые продолжаются с начала игры до прибытия героев в Мерибию. Для американских фанатов серии игр Lunar этот альбом показывает каким было японское озвучивание до того, как компания Working Designs выполнила локализацию. Lunatic Festa vol.1 включает в себя две наиболее известные вокальные композиции. Первая — вступительная песня Wings, в американской версии игры исполненная Дженифер Стеджайл, а в японской версии — Кёко Хиками, причём версия композиции в этом альбоме длиннее, чем в самой игре. Вторая — вокальная композиция Wind Nocturne. Также в альбом вошли четыре инструментальные пьесы, среди которых выделяется Thieves Market, исполненная на ксилофоне и отличающаяся акцентом на слабой доле такта.
| №                   | Название                                                       | Длительность |
| ------------------- | -------------------------------------------------------------- | ------------ |
| 1.                  | «Wings» (Lyric: Isao Mizoguchi, Vocal: Kyoko Hikami)           | 3:45         |
| 2.                  | «1st Story "At Burg Springs"»                                  | 8:49         |
| 3.                  | «Thieves Market»                                               | 3:20         |
| 4.                  | «2nd Story "Enter the Elite Magician!"»                        | 8:59         |
| 5.                  | «Mysterious Cave»                                              | 4:04         |
| 6.                  | «3rd Story "Trial of the White Dragon"»                        | 9:26         |
| 7.                  | «Beneath the Blue Sky»                                         | 3:26         |
| 8.                  | «4th Story "A Promise and Starting a Journey"»                 | 9:35         |
| 9.                  | «Mechanical Castle ~Magic Emperor Ghaleon~»                    | 4:34         |
| 10.                 | «5th Story "Subduing Pirates"»                                 | 8:36         |
| 11.                 | «Wind's Nocturne» (Lyric: Isao Mizoguchi, Vocal: Kyoko Hikami) | 4:49         |
| Общая длительность: | Общая длительность:                                            | 69:23        |

Альбом Lunatic Festa vol.2 начинается с вокальной композиции Fairy Rain, олицетворяющей образ Мии Аусы. Эта песня исполнена японской актрисой Ёко Асадой, которая также озвучила Мию в Lunar: Silver Star Story Complete. Второй вокальный трек, в котором нет слов, называется Luna in the Fountain; в нём Луна исполняет свою песню, которую она пела у источника, недалеко от города Бург, под аккомпанемент окарины Алекса. Драматические треки этого альбома появляются в игре, начиная от города Вэйн и до пещеры красного дракона. В альбом также вошла композиция под названием Dragon ~Sacred Spirit in the Darkness~; она присутствует также в саундтреке ко второй части серии Lunar 2: Eternal Blue.
| №                   | Название | Длительность |
| ------------------- | --- | ------------ |
| 1.                  | «Fairy Rain» (Arranged by: Noriyuki Iwadare, Mari Konishi; Lyric by: Isao Mizoguchi; Vocal: Yoko Asada)                                               | 5:23         |
| 2.                  | «6th Story 'The Bandit Appears!'» | 8:13         |
| 3.                  | «Elegy of the Soldiers» | 3:20         |
| 4.                  | «7th Story 'Magic City Venn'» | 8:44         |
| 5.                  | «Ramus» | 3:01         |
| 6.                  | «8th Story 'Seal of the Black Dragon'» | 7:05         |
| 7.                  | «Fighting Spirits No. 1» | 3:27         |
| 8.                  | «9th Story 'Reunion with the Traveler'» | 6:45         |
| 9.                  | «Dragon ~Sacred Spirit in the Darkness~» | 4:26         |
| 10.                 | «Story 10 'Test of the Red Dragon'» | 7:50         |
| 11.                 | «Luna in the Fountain» (Vocal: Kyoko Hikami) | 2:55         |
| 12.                 | «Take a Shower!!» (Composed by: Noriyuki Iwadare, Don McCow; Arranged by: Isao Mizoguchi; Lyric by: Isao Mizoguchi; Vocals: Yoko Asada, Kyoko Hikami) | 4:58         |
| Общая длительность: | Общая длительность: | 66:07        |

Lunatic Festa vol.3 состоит наполовину из драматических и вокальных композиций. Первая вокальная композиция — тема Джессики Pretty Girl, которую также можно найти в альбоме саундтреков игры Lunar 2: Eternal Blue; эта песня отличается джазовыми мотивами. Вторая композиция называется Les Misérables, этот трек является темой Нэлл; его также можно найти в альбоме саундтреков первой игры серии Lunar: The Silver Star. Композиция олицетворяет давление, направленное на Алекса и его чувства к Луне. Драматические треки третьей части альбома присутствуют в игре начиная со встречи с Магическим Императором и заканчиваются на моменте появления крепости богини Алфины. Инструментальные треки альбома включают в себя темы городов: Бурга и Мерибии; в теме Мерибии слышится суета и шум улиц, она контрастирует со спокойной, «сонной» темой Бурга.
| №                   | Название | Длительность |
| ------------------- | --- | ------------ |
| 1.                  | «Pretty Girl» (Arranged by: Noriyuki Iwadare, Mari Konishi; Lyric by: Isao Mizoguchi; Vocal: Haruna Ikezawa) | 3:45         |
| 2.                  | «11th Story 'Noisy Allies'»                                                                                  | 8:22         |
| 3.                  | «Burg» | 4:20         |
| 4.                  | «12th Story 'Trial of the Blue Dragon'»                                                                      | 8:10         |
| 5.                  | «Meribia» | 3:41         |
| 6.                  | «13th Story 'Meribia in Flames'»                                                                             | 8:54         |
| 7.                  | «Determination Towards Battle»                                                                               | 3:38         |
| 8.                  | «14th Story 'The Magic Emperor'»                                                                             | 9:02         |
| 9.                  | «Goddess of Darkness» (Vocal: Kyoko Hikami)                                                                  | 4:05         |
| 10.                 | «Les Misérables» (Arranged by: Taku Iwasaki; Lyric by: Isao Mizoguchi; Vocal: Junko Hagimori)                | 3:49         |
| Общая длительность: | Общая длительность:                                                                                          | 58:10        |

Структура четвёртого и последнего альбома Lunatic Festa vol.4 также состоит из вокальных, драматических и инструментальных композиций. Первый трек, как и в предыдущих альбомах, начинается с песни — темы Кайла Killy is No. 1. Эта тема, как и пятый трек Magical Mobile Weapon Nash (тема Нэша), изобилует лирикой. В пятом треке на фоне играет музыка из боя с Нэшем, когда он облачён в магические доспехи, изготовленные Табеном. Драматические треки появляются в кульминационной части Lunar: Silver Star Story Complete, начиная от момента, когда Алекс становится Драгонмастером и заканчивая башней богини.
| №                   | Название | Длительность |
| ------------------- | --- | ------------ |
| 1.                  | «Killy is No. 1» (Arranged by: Noriyuki Iwadare, Makoto Asai; Lyric by: Isao Mizoguchi; Vocal: Tomokazu Seki)  | 3:58         |
| 2.                  | «15th Story "Dragonmaster"»                                                                                    | 7:51         |
| 3.                  | «Barroom ~It's a Showtime~»                                                                                    | 3:49         |
| 4.                  | «16th Story "To The Goddess Tower!"»                                                                           | 8:27         |
| 5.                  | «Magical Mobile Weapon Nash» (Arranged by: Yuichiro Honda; Lyric by: Isao Mizoguchi; Vocal: Daisuke Sakaguchi) | 3:26         |
| 6.                  | «17th Story "Holy Oath"»                                                                                       | 9:25         |
| 7.                  | «Sorceress» | 4:08         |
| 8.                  | «Final Story "Each One's Future"»                                                                              | 10:53        |
| 9.                  | «Green Earth»                                                                                                  | 3:59         |
| Общая длительность: | Общая длительность:                                                                                            | 58:10        |

## Озвучивание
| Персонажи                                  | Японские актёры  | Английские актёры (Silver Star Complete) | Английские актёры (Silver Star Harmony) |
| ------------------------------------------ | ---------------- | ---------------------------------------- | --------------------------------------- |
| Алекс                                      | Акира Исида      | Эшли Энжел                               | Юрий Ловенталь                          |
| Луна                                       | Кёко Хиками      | Ронда Гибсон                             | Даниэль Джудовитс                       |
| Нэлл                                       | Дзюнко Хагимори  | Джеки Пауэрс                             | Спайк Спенсер                           |
| Рамус                                      | Ясухиро Такато   | Нэнси Дэвис                              | Нет в титрах                            |
| Нэш                                        | Дайсукэ Сакагути | Лейф Хакмэн                              | Сэм Риейгель                            |
| Мия Ауса                                   | Ёко Асада        | Джеки Пауэрс                             | Хизер Хоган                             |
| Джессика Далкёрк                           | Харуна Икэдзава  | Мелисса Гелдэн                           | Мишель Рафф                             |
| Кайл                                       | Томокадзу Сэки   | Джон Хаас                                | Кайл Хеберт                             |
| Куорк                                      | Юсаку Яра        | Хал Дэлахаус                             | Нет в титрах                            |
| Лэйк / Дайн                                | Акио Оцука       | Блэйк Дорси                              | Джо Джей Томас                          |
| Мэл Далкёрк                                | Юсаку Яра        | Кейт Лак                                 | Нет в титрах                            |
| Лемия Ауса                                 | Ая Хара          | Дикси Гаррет                             | Кейт Хиггинс                            |
| Галеон                                     | Киёюки Янада     | Джон Трюит                               | Трой Бэйкер                             |
| Ройс                                       | Матико Тоёсима   | Дженнифер Стеджайл                       | Нет в титрах                            |
| Фатия                                      | Сакура Тангэ     | Пола Энжел                               | Мишель Рафф                             |
| Зенобия                                    | Ая Хара          | Катрин Кирк                              | Нет в титрах                            |
| Тэмпест                                    | Ясунори Масутани | Чад Леттс                                | Нет в титрах                            |
| Фреска                                     | Сакура Тангэ     | Мелисса Гульден                          | Нет в титрах                            |
| Майт                                       | Юсаку Яра        | Дэн Уильямс                              | Нет в титрах                            |
| Алфина                                     | Аи Маэда         | Нет                                      | Нет в титрах                            |
| Эйфель                                     | Мицуаки Мадоно   | Нет                                      | Спайк Спенсер                           |
| Пять принцесс Чёрной Звезды: Фабо          | Хироси Миядзаки  | Нет                                      | Нет в титрах                            |
| Пять принцесс Чёрной Звезды: Ратонэ        | Томонори Саяма   | Нет                                      | Нет в титрах                            |
| Пять принцесс Чёрной Звезды: Игарунэ       | Кэйта Тойдэ      | Нет                                      | Нет в титрах                            |
| Пять принцесс Чёрной Звезды: Серона Машунэ | Нацуки Дай       | Нет                                      | Нет в титрах                            |
| Пять принцесс Чёрной Звезды: Цицеро        | Юкихиро Мацумура | Нет                                      | Нет в титрах                            |

В Lunar: Silver Star Story Complete были озвучены двадцать персонажей, что в четыре раза больше, чем в оригинальной версии игры. Голоса персонажей были использованы в некоторых внутриигровых видео, анимационных заставках и при использовании различных специальных приёмов в бою. В английскую команду озвучивания вошли члены семьи и друзья сотрудников компании Working Designs, а также некоторые местные актёры, среди которых Эшли Энжел, Дженни Стеджайл (Магланэс), Ронда Гибсон, Джеки Пауэрс, Хол Делахаус и Джон Трюитт. Сотрудники Working Designs планировали заменить Эшли Энжела на другого актёра, так как Виктор Айрлэнд посчитал, что тот был слишком взрослым, чтобы максимально убедительно озвучить роль мальчика, но по итогам репетиций отметил, что «игроки и сами порой немолоды, а, значит, и Алекс может быть немного старше, чем есть на самом деле». Дженни Стеджайл исполняет вступительную песню Wings, а также композицию The Boat Song в английской версии игры. В то время как состав актёров английской версии остался прежним, состав актёров японской версии для платформы Sega CD был полностью пересмотрен, в результате чего в этой версии появились знаменитые актёры из некоторых аниме-игр и сериалов, включая поп-идола Сакуру Тангэ.

## Отзывы
| Сводный рейтинг       | Сводный рейтинг | Сводный рейтинг |
| Издание               | Оценка          | Оценка          |
| Издание               | GBA             | PS              |
| --------------------- | --------------- | --------------- |
| GameRankings          | 78,64 %         | 85,80 %         |
| Game Ratio            | 80 %            |                 |
| Metacritic            | 79/100          | 78/100          |
| MobyRank              | 75/100          | 87/100          |
| Иноязычные издания    |                 |                 |
| Издание               | Оценка          | Оценка          |
| Издание               | GBA             | PS              |
| AllGame               | [ 88 ]          | [ 89 ]          |
| EGM                   | 8/10            | 9/10            |
| Famitsu               | 30/40           |                 |
| Game Informer         | 7,5/10          | 7,75/10         |
| GamePro               | 4/5             | 2,5/5           |
| GameSpot              | 7,8/10          | 7,6/10          |
| GameSpy               | [ 98 ]          |                 |
| GameZone              | 8,6/10          |                 |
| IGN                   | 7/10            | 7,5/10          |
| Nintendo Power        | 4,1/5           |                 |
| OPM                   |                 | 4,5/5           |
| GameStats             | 7,8/10          | 9,5/10          |
| Русскоязычные издания |                 |                 |
| Издание               | Оценка          | Оценка          |
| Издание               | GBA             | PS              |
| «Страна игр»          |                 | 7,0/10          |

Версия игры для консоли Sega Saturn была положительно воспринята в Японии. Журнал Weekly Sega Saturn Magazine признал Lunar: Silver Star Story Complete самой запоминающейся игрой 1997 года. Портированная версия для PlayStation получила 7 баллов из 10 возможных от журнала Hyper PlayStation. Рецензент обратил внимание на низкое, по сравнению с версией для Saturn, качество визуальных эффектов и внутриигровых видео, но отметил, что она по-прежнему остаётся ролевой игрой c высокими показателями.
Всего с момента выхода игры в течение первого года в Северной Америке было продано 223 тысячи копий, включая коллекционные издания; Silver Star Story Complete стала самой продаваемой ролевой игрой для PlayStation 1999 года после Final Fantasy VIII. Отзывы западных изданий также были положительными; Electronic Gaming Monthly заметил, что лучшее в Lunar — сюжет, история и озвучивание, поставив игре 9 баллов из 10 и наградив её званием «Золотой выбор редакции». Локализация игры была высоко оценена рецензентом журнала PlayStation: The Official Magazine. Он назвал английскую версию игры «безупречной» и отметил уникальный юмор в сюжете. По мнению журналиста Official PlayStation Magazine серии не хватает визуального оформления, но его отсутствие восполняется захватывающим игровым процессом, стилем и историей. Он также обратил особое внимание на сложность разработки и дополнительную упаковку.
Сильной критике подверглась двухмерная графика; рецензент из GamePro отметил, что плоские поля сражений, заклинания и крошечные враги будут портить глаза игрока, и только аниме-заставки спасают положение. Представитель All Game Guide напомнил, что не всем игрокам понравился юмор, добавленный при локализации, и поделился своим мнением по поводу графики и саундтрека игры:

Саундтрек состоит из треков, заимствованных из оригинальной игры, а также включает в себя новые композиции. В целом, музыкальное сопровождение ремейка гораздо лучше, чем в оригинальной версии. Графика игры отличается разнообразием великолепных, цветных артов и большим количеством анимации, чтобы вашим глазам было чем заняться. Все окружение игры выполнено с использованием двухмерной компьютерной графики, поэтому, если вы не являетесь поклонником 2D-графики, то для вас эта игра может показаться уродливой.Оригинальный текст (англ.)The soundtrack consists of reprises of original tracks as well as new songs. As a whole, it is ultimately better than the original version. There is a wide variety of gorgeous new artwork and plenty of animation and diverse colors to keep your eyes busy. It is all 2D though, and if this turns you off, you may find the game rather ugly.— Шон Сакенхейм
Мнение обозревателя из Game Informer было похожим на мнение его коллеги из GamePro, но первый отметил, что зернистые и не широкоформатные ролики компенсируются увлекательной историей, наполненной забавными шутками. В обзоре сайта GameSpot критик назвал графику Silver Star Story «устаревшей», добавив, что многие эстетические качества Lunar могли бы быть воссозданы на платформе Super Nintendo. В обзоре журнала Silicon Mag игра была названа «шедевром» и оценена на 95 %. Крейг Харрис из IGN негативно отозвался об интерфейсе и игровой графике, подчеркнув при этом, что она заимствована с 16-битной платформы, но похвалил видеоролики и в целом оценил первую игру серии Lunar положительно:

 Хорошая ли игра? Абсолютно. Великолепная история, озвучивание на высоте… в некоторые моменты игры нет необходимости в видеороликах, также игра создаёт ощущение мюзикла (да, Луна пару раз начинает петь), но в то же время Lunar: The Silver Star — забавная игра, которая подарит вам, по крайней мере, неделю хардкорной игры. Среди трёх RPG, выпущенных в этом месяце (Lunar, Shadow Madness, Star Ocean 2), Lunar имеет серьёзных конкурентов, но, по моему мнению, является лучшей из них. Мне бы хотелось, чтобы она появился тогда, когда это и планировалось… то есть более года назад.Оригинальный текст (англ.)Is the game good? Absolutely. The story's great, the acting's nice...the video in some places isn't necessary, and the game has a very "musical" feel throughout (yes, Luna breaks out into song a couple times in the game), but Lunar Silver Star Story is a fun game that will last you at least a week of hardcore playing. Of the three RPGs that were released this month (Lunar, Shadow Madness, Star Ocean 2), the game has some serious competition, but in my opinion it's the best of the three. I just wish it came out when it should have...more than a year ago.— Крейг Харрис
Также обозреватели отметили боевую систему, с одной стороны, указав на однообразие сражений, а с другой — положительно оценив возможность передавать управление одним или несколькими персонажами искусственному интеллекту, который, однако, не всегда успешно справлялся с выбором заклинаний и оружия.
В 2000 году Silver Star Story была включена в топ «25 игр всех времён для PlayStation» по версии IGN, заняв 22 место. В списке «100 лучших игр всех времён», составленном Electronic Gaming Monthly в 2001 году, игра стоит на 75 месте.

### Влияние
Ввиду большой популярности игры, было принято решение создать ещё несколько ремейков старых частей серии. Концепция, игровой движок и анимационные заставки были использованы при разработке Magic School Lunar! и Lunar 2: Eternal Blue Complete. Издатель игр серии в Северной Америке Working Designs начал продавать коллекционные издания проектов Game Arts. В 2001 году сценарист Lunar: Silver Star Story Complete Кэн Сигэма написал новеллу «Lunar Silver Star», изданную в четырёх томах.